# Ben Westlund
 Der er for få eller ingen kildehenvisninger i denne artikel, hvilket er et problem. Du kan hjælpe ved at angive troværdige kilder til de påstande, som fremføres i artiklen.

Ben Westlund (3. september 1949 – 7. marts 2010) var en amerikansk politiker, i den amerikanske stat Oregon. Han blev valgt som statens kasser i 2008.
Fra 1996 til 2006 var han republikaner ved Oregons lovgivende forsamling, fra 2006 til 2007 uafhængig, og fra december 2006 demokrat. Ben Westlund droppede sit republikanske parti, i håb om at blive guvernør i Oregon under valget i 2006, hvilket han dog ikke blev. 
Efter hans skifte til Det Demokratiske Parti, var der spekulationer om, hvorvidt han ville stride mod den republikanske etablerede amerikanske senator Gordon Smith. Den 3. oktober 2007, ved en pressekonference med deltagelse af guvernør Ted Kulongoski, annoncerede han sit kandidatur til posten som Oregons kasserer. I november 2008 blev han valgt til posten og blev taget i ed den 5. januar 2009.